# 中垣英明
中垣 英明（なかがき ひであき、1958年5月28日 - ）は、日本の厚生労働官僚。内閣官房内閣審議官を経て、初代厚生労働省医薬・生活衛生局長を務めた。退官後、東京医科歯科大学特任教授。

## 人物・経歴
愛知県生まれ。愛知県立旭丘高等学校卒。1982年東京大学法学部卒業、厚生省入省。1992年浦和市保健衛生部次長。1993年浦和市保健衛生部長。1994年厚生省健康政策局指導課課長補佐。1996年厚生省健康政策局総務課課長補佐。1997年厚生省大臣官房会計課課長補佐。1998年文部省初等中等教育局特殊教育課特殊教育企画官。1999年文部省生涯学習局社会教育課地域学習活動企画官。2000年厚生省生活衛生局食品保健課新開発食品保健対策室長。
2001年厚生労働省医薬局食品保健部企画課新開発食品保健対策室長。2002年総務省行政評価局評価監視官。2004年厚生労働省医政局医事課長。
2006年厚生労働省健康局生活衛生課長。2007年厚生労働省健康局生活衛生課長兼内閣官房内閣参事官 (内閣官房副長官補付)。2008年厚生労働省医薬食品局食品安全部企画情報課長。2010年厚生労働省医薬食品局総務課長。2011年日本政策金融公庫国民生活事業本部生活衛生融資部長。2013年内閣官房内閣審議官（内閣官房副長官補付）。2015年から医薬食品局を改組した厚生労働省医薬・生活衛生局の局長を務め、「患者のための薬局ビジョン」策定などにあたった。2016年明治安田生命保険相互会社顧問、東京医科歯科大学特任教授。